# Ngöndro
Ngöndro (tib; sNgon. dro; To co je před, přípravná cvičení) je tibetský výraz pro meditační techniky používané v tibetském buddhismu. Jde o soubor speciálních technik, které se provádějí většinou na počátku praxe vadžrajány a jsou také součástí každého delšího „odosobnění“. Bez těchto praktik není možné dosáhnout mahámudry, dzogčhenu, nebo praktikovat např. šest nauk Náropy. Vadžrajánová tradice přisuzuje původ nauky ngöndra samotnému Buddhovi Šákjamunimu. V průběhu let se však objevily různé verze od jednotlivých škol, které si tyto metody upravily podle potřeb dané doby a svých stoupenců. Podstata nauk zůstala nezměněna, různé verze jsou pouze jiným přístupem, jak tyto nauky zpřístupnit lidem s různým vnitřním nastavením. Ngöndro je základem pro rozpoznání mysli skrze její podstatu jako energii i jako vědomí. Čtyři hlavní školy tibetského buddhismu – Ňingmapa, Kagjüpa, Šákjapa a Gelugpa používají své verze ngöndra, které se od sebe mírně odlišují.

## Ngöndro v liniiKarma Kagjü
V linii Karma Kagjü se tyto techniky v tibetštině nazývají čhagčhen ngöndro - v překladu přípravná cesta k velké pečeti a pocházejí od 9. Karmapy Wangčhuga Dordžeho (1556 - 1603).
Ngöndro v sobě zahrnuje čtyři všeobecné přípravy (někdy nazývané čtyři základní myšlenky) a čtyři speciální praxe.

### Čtyři všeobecné přípravy
Džamgon Kongtrul Lodro Thaje, jeden z nejgeniálnějších a nejvlivnějších mahásiddhů XIX. století v Tibetu, pronesl:
- Kontemplace na čtyři všeobecné přípravy, které vedou mysl k dharmě, jsou důležité na začátku duchovní praxe, důležité uprostřed a důležité na konci duchovní praxe[1]

- Jestli chceme být skuteční praktikující, jestli chceme praktikovat dharmu dokonale, musíme pamatovat na čtyři vstupní přípravy v každé situaci. Jestli chceme probudit v naší mysli moudrost a oslabit lpění na samsáře, musíme kontemplovat čtyři vstupní všeobecné přípravy.[1]

Jde o rozvinutí motivace k praxi dharmy pomocí čtyř základních skutečností o našem životě:
- 1) Drahocenné lidské zrození

Vzácnosti a drahocennosti našeho současného života, možnosti využít ho k dosažení vysvobození z kola samsáry a k osvícení.
- 2) Pomíjivost

Jestliže jsme pochopili 1. skutečnost, tak víme, že bychom měli využít svou šanci právě teď a tady.
- 3) Příčina a následek – karma

Naše vlastní životy si vytváříme sami, svými činy, slovy a myšlenkami.
- 4) Vady samsáry

Osvícení je jedinou trvalou radostí, jediným trvalým stavem.
Jedná se o množinu čtyř opakujících se hluboce prospěšných praxí, které se mají provádět po doporučení učitele - lamy.
- Čtyři vstupní všeobecné přípravy jsou započítávány do nejhlubších a nejvíce ceněných nauk, protože jsou základními pravdami, na kterých se buduje celá duchovní praxe - Kalu rinpočhe.

Vytvářejí velké množství dobrých otisků v podvědomí praktikujícího. Ty pak pracují hluboko v naší mysli, odstraňují příčiny budoucího utrpení a slouží jako pevný základ pro další praxi dharmy.

### Čtyři speciální přípravy (praxe)
Tyto praxe jsou dostupné pouze po přijetí buddhistického útočiště a ústního vysvětlení jednotlivých fází a technik, jak tyto praxe správně provádět. Měly by být praktikovány po doporučení našeho učitele - lamy, který na základě vlastních zkušeností a vhledu rozhodne, zda jsme na cestu vadžrajány připraveni. Následuje pouze stručný přehled:
- 1) Přijímání útočiště a rozvíjení osvíceného přístupu - tzv. poklony

Hromadíme hlavně zásluhy. Očišťují především tělo a rozvíjejí v naší mysli myšlenku dosažení osvícení, stavu buddhy.
- 2) Meditace na Diamantovou mysl (skt. Vadžrasattva, tibetsky Dordže Sempa)

Očišťuje tělo, řeč a mysl. Používá se tzv. stoslabičná dháraní a její esence mantra.
- 3) Darování mandaly

Vytváříme nahromadění zásluh, bez kterých není možné dosáhnout moudrosti.
- 4) Meditace na učitele - gurujóga

Přináší nám požehnání mistrů linie Karma Kagjü a posiluje spojení s naším učitelem - lamou.
Každá z těchto technik má svůj specifický průběh, některé mají také mantru. Jsou seřazeny a praktikovány postupně.
Ngöndro se nazývá Přípravnými praxemi, protože nás připravují na hlavní praxe vadžrajány školy Kagjü, kterými jsou pokročilé praxe gurujógy, Šest nauk Náropy a především Velká pečeť.